# Alternaria radicina
Espèce
Alternaria radicina est une espèce de champignons de la famille des Pleosporaceae. C'est un phytopathogène de la Carotte, responsable de la fonte des semis de la carotte et de la pourriture noire de la carotte.

## Systématique
L'espèce a été décrite en 1922 dans le genre Alternaria sous le basionyme et nom correct Alternaria radicina, par les mycologues américains Fred Campbell Meier (d) (1893-1938), Charles Frank Drechsler (d) (1892-1986) et Emery D. Eddy (d) (1893-?).

### Synonymes
Alternaria radicina a pour synonymes :
- Stemphylium radicinum (Meier, Drechsler & E.D. Eddy) Neerg., Yb. R. Vet. Agric. Coll (1937)
- Thyrospora radicina (Meier, Drechsler & E.D. Eddy) Neerg., Botanisk Tidsskrift 44 (3): 361 (1938)
- Pseudostemphylium radicinum (Meier, Drechsler & E.D. Eddy) Subram., Current Science 30 (11): 423 (1961)

### Liste des variétés
Selon MycoBank (1er avril 2022) :
- Alternaria radicina var. radicina

## Publication originale
- (en) Fred C. Meier, Charles Drechsler et E. D. Eddy, « Black rot of carrots caused by Alternaria radicina n. sp. », Phytopathology, American Phytopathological Society, vol. 12,‎ 1922, p. 157-167 (ISSN 0031-949X et 1943-7684, lire en ligne).